# Брокопондо
Брокопондо (нидерл. Brokopondo) — округ Суринама. Административный центр — город Брокопондо, другие города — Браунсвег и Куакугрон.
Население округа — 14 215 человек (2004), площадь — 7364 км².

## География
В округе расположены несколько водопадов, в том числе водопады Ирен и Лео. В лесах Брокопондо есть обширные площади нетронутой дикой природы.

## Административное деление

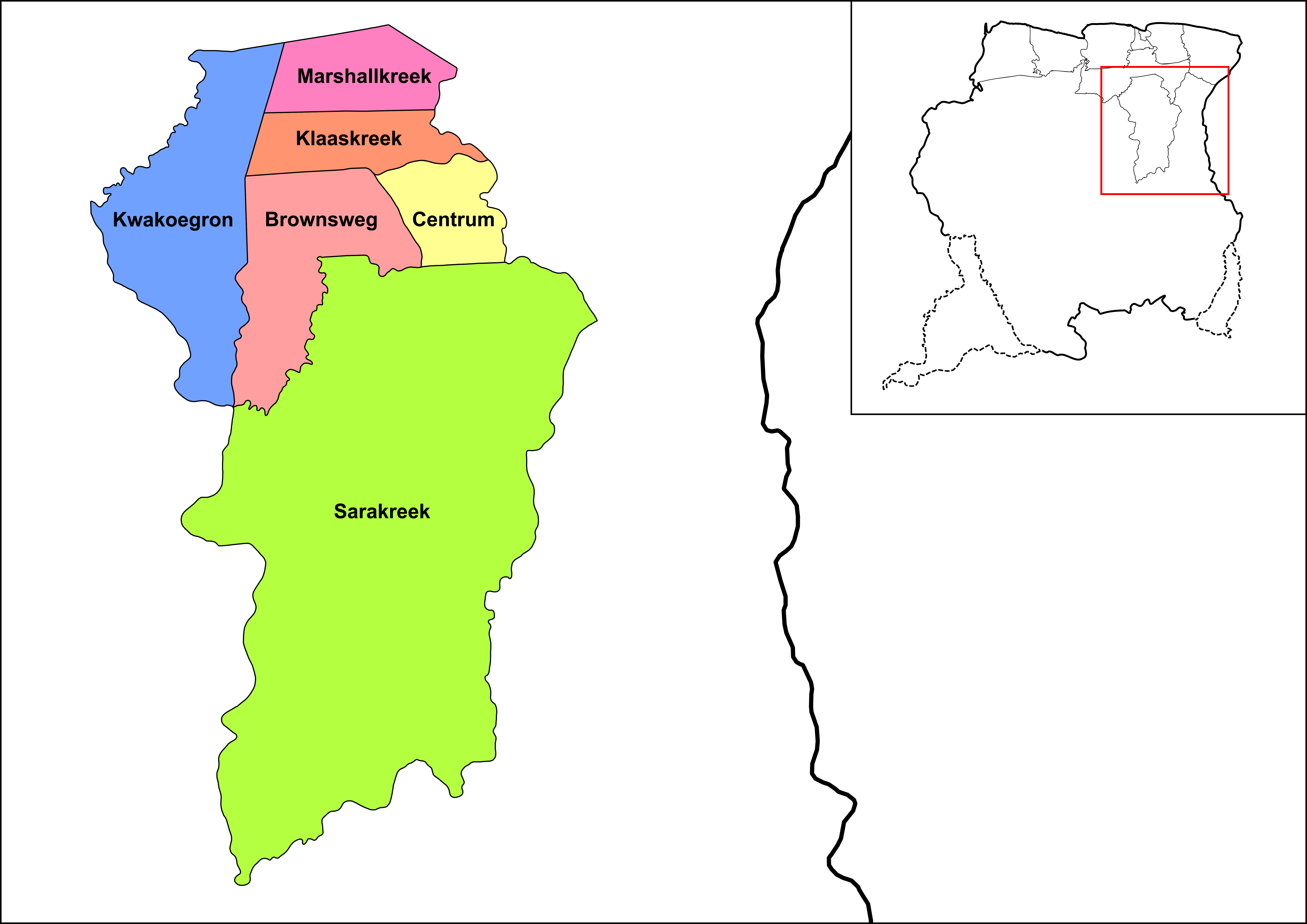
Административная карта округа Брокопондо.

| № | Коммуна                     | Население, чел. (2004) | Площадь, км² |
| - | --------------------------- | ---------------------- | ------------ |
| 1 | Браунсвег (Brownsweg)       | 3871                   | 731          |
| 2 | Брокопондо (Brokopondo)     | 2854                   | 314          |
| 3 | Клааскреек (Klaaskreek)     | 1317                   | 349          |
| 4 | Квакугрон (Kwakoegron)      | 259                    | 1050         |
| 5 | Мархаллкрек (Marchallkreek) | 1001                   | 354          |
| 6 | Саракреек (Sarakreek)       | 4913                   | 4566         |

## Экономика
В округе Брокопондо около деревни Афобакка находится крупное водохранилище Брокопондо (построенное в 1961—1964 гг.), которое позволяет генерировать достаточный объём электричества для удовлетворения половины энергетических потребностей страны.
Недавно в округе было найдено золото, что вызвало волну переселенцев из других частей страны и даже мира.